# Миньоны (существа)
Миньо́ны (англ. minions, дословно — «прислужники») — маленькие забавные существа жёлтого цвета из мультфильма «Гадкий я» (2010), а также его продолжений и спин-оффов. Являются персонажами-талисманами студии Illumination, подразделения Universal Studios. По словам издания The New York Times, популярность миньонов и успешное использование их образов студией можно сравнить с Микки Маусом студии Disney.

## Описание
Миньоны — низкорослые существа жёлтого цвета, которые обычно одеты в рабочие комбинезоны синего цвета из джинсового материала и носят защитные очки. Количество глаз варьируется от одного до двух. В мультфильме «Миньоны» (2015) утверждается, что они существовали с самого начала появления жизни на Земле. Целью же своего существования они поставили найти главного злодея планеты и служить ему. В короткометражке «Банан», а также в полнометражных мультфильмах показано, что у миньонов имеется непреодолимая страсть к фруктам, в особенности к бананам. Практически всех миньонов озвучивают Крис Рено и Пьер Коффин — создатели франшизы. Исключением является миньон по имени Джерри из первого фильма, которого озвучил популярный певец Джемейн Клемент.

## Язык миньонов
Миньоны разговаривают на своём собственном языке, который представляет собой малоразборчивую смесь индонезийского, французского, итальянского, испанского языков, а также хинди. Слова, которые звучат, как английские, были специально продублированы для каждой страны, чтобы сделать их узнаваемыми, но основной язык это испанский.

## Имена миньонов
Поскольку миньонов в целом много, в мультфильмах и других медиа упоминаются некоторые их имена — Кевин, Билли, Ларри, Тим, Марк, Фил, Пол, Джордж, Джон, Майк, Дарвин, Дейв, Карл, Донни, Джерри, Том, Стюарт, Боб, Норберт, Мэл, Брайан, Чарли, Барри, Кен, Райан, Адриан, Мак, Джо, Джош, Отто, Лэнс, Стив, Тони, Крис, Эрик, Генри, Дэниел, Ник, Терри, Джейк, Питер, Клифф, Джеймс, Крэйг, Алекс, Рон, Шон, Зак, Брюс, Кирк, Роберт, Брэд, Стэн, Джейсон, Тревор, Джефф, Билл, Льюис, Энди, Майло, Эдвард, Джоуи, Роберт, Эдгар, Скотт, Брэндон, Джей, Рассел, Джеральд, Ричард, Саймон, Джек, Сид, Грег (косплей), и так далее.